# ボルトネック
もしかして
- ボトルネック

ではありませんか？